# 班查拉姆布爾烏帕齊拉
班查拉姆布爾乌帕齐拉是孟加拉国婆羅門巴里亞縣的一个乌帕齐拉，位於吉大港专区的婆羅門巴里亞縣。。

## 人口
據2011年孟加拉國人口普查，班查拉姆布爾共有戶數43987戶，人口258,371人。其中男性佔比50.93%，女性佔比49.07%；成年人口120,882人。該地7歲以上人口之平均識字率為20.9%。